# Christian Nørgaard
Christian Thers Nørgaard (* 10. März 1994 in Kopenhagen) ist ein dänischer Fußballnationalspieler. Er steht beim englischen Erstligisten FC Arsenal unter Vertrag und wird im zentralen offensiven Mittelfeld eingesetzt.

## Karriere

### Vereine

#### Jugend und Profidebüt in Dänemark
Nørgaard hatte als Kind ein Jahr für Boldklubben Heimdal im Kopenhagener Stadtteil Nørrebro gespielt, ehe er mit seiner Familie nach Espergærde zog und sich dort Espergærde IF anschloss. In der C-Jugend wechselte er zum dänischen Erstligisten Lyngby BK. Am 20. November 2011 (16. Spieltag) gab er in der Superliga beim 2:2 gegen HB Køge sein Profidebüt, als er in der 73. Minute für Christian Traoré eingewechselt wurde.

#### Eineinhalb Jahre beim HSV
In der Winterpause 2011/12 verpflichtete ihn der Hamburger SV mit einem Jugendfördervertrag für die Nachwuchsmannschaften. Am 4. März 2012 absolvierte er in der von Rodolfo Cardoso trainierten zweiten Mannschaft (U-23) in der viertklassigen Regionalliga Nord sein erstes Spiel für den HSV. Er wurde beim 2:2 im Spiel gegen den VfB Germania Halberstadt nach der Halbzeitpause für Kevin Ingreso eingewechselt. Die Vorbereitung auf die Saison 2012/13 absolvierte Nørgaard komplett mit der ersten Mannschaft. Später unterschrieb er einen Profivertrag. Am ersten Spieltag stand er erstmals im Kader zu einem Bundesliga-Spiel. Bei der 0:1-Heimniederlage gegen den 1. FC Nürnberg wurde er allerdings nicht eingewechselt. Spielpraxis erhielt er weiterhin in der U-23.

#### Zurück in Dänemark bei Brøndby IF
Am 21. August 2013 kehrte Nørgaard nach Dänemark zurück und schloss sich Brøndby IF an. Er unterschrieb einen bis 2017 laufenden Vertrag, der ein halbes Jahr vor Vertragsende bis 2020 verlängert wurde. Sein Debüt für Brøndby IF gab Nørgaard am 22. September 2013 beim 3:1-Auswärtssieg am neunten Spieltag gegen Aarhus GF. Wegen eines Bänderrisses im Knie kam er in der Saison 2013/14, in der Brøndby IF den vierten Tabellenplatz belegte, zu lediglich 13 Einsätzen. Eine Saison später schied er mit der Mannschaft in der Qualifikation zur UEFA Europa League gegen den FC Brügge aus und belegte in der Liga den dritten Tabellenplatz. In der Folgesaison erreichte er mit dem Team die Vorausscheidung zur Europa League und schied in den Play-offs gegen PAOK Thessaloniki aus; am Ende der Saison belegte Brøndby IF den vierten Tabellenplatz. In den Saisons 2016/17 und 2017/18 wurde er mit Brøndby IF Vizemeister und gewann 2018 den dänischen Pokal.

#### Erneuter Wechsel ins Ausland
Im Juli 2018 wechselte Nørgaard nach Italien zum AC Florenz und unterschrieb einen Vierjahresvertrag. Auch verletzungsbedingt konnte er sich keinen Stammplatz erkämpfen und kam zu lediglich sechs Einsätzen in der Serie A. Zur Saison 2019/20 wechselte der gebürtige Kopenhagener nach England zum Zweitligisten FC Brentford und unterzeichnete einen Vertrag mit einer Laufzeit von vier Jahren.
In der Saison 2020/21 konnte sich Brentford in den Play-off-Spielen im Finale gegen Swansea City durchsetzen und in die Premier League aufsteigen, wo sich der Verein im Tabellenmittelfeld behauptete.
Im Sommer 2025 wechselte er zum FC Arsenal.

### Nationalmannschaft
Nørgaard bestritt zwischen 2009 und 2013 in den Altersstufen U-16, U-17 und U-19 über 40 Junioren-Länderspiele für Dänemark. Im Mai 2011 erreichte er mit dem U-17-Nationalteam bei der U-17-Europameisterschaft in Serbien das Halbfinale, in dem man dem deutschen Nachwuchs mit 0:2 unterlag. Nørgaard wirkte dabei in allen vier Turnierpartien Dänemarks mit und erzielte im letzten Vorrundenspiel gegen Frankreich den 1:0-Siegtreffer. Durch das Erreichen des EM-Halbfinals war das dänische U-17-Team auch für die einen Monat später stattfindende U-17-Weltmeisterschaft in Mexiko qualifiziert. Dort gehörte Nørgaard ebenfalls zum Aufgebot von Juniorennationaltrainer Thomas Frank, kam beim Ausscheiden nach der Vorrunde allerdings nur zu drei Teileinsätzen.
In der dänischen U-21-Auswahl debütierte Nørgaard im Jahr 2013 und absolvierte in den nächsten vier Jahren insgesamt 27 Länderspiele. Bei den U-21-EM-Endrunden 2015 und 2017 gehörte er zum Aufgebot Dänemarks. Während er beim Halbfinaleinzug 2015 als Ergänzungsspieler nur zu zwei Kurzeinsätzen gekommen war, stand er bis zum Ausscheiden nach der Vorrunde 2017 in allen drei Turnierpartien in der Startelf.
Im September 2020 debütierte er für die A-Nationalmannschaft. Zur Fußball-Europameisterschaft 2021 wurde er in den dänischen Kader berufen. Bei der EURO wurde er nur im ersten Spiel gegen EM-Neuling Finnland nicht eingesetzt, danach wurde er immer nach etwa einer Stunde eingewechselt. Die Dänen erreichten zum vierten Mal das EM-Halbfinale, das sie mit 1:2 nach Verlängerung gegen England verloren.
Am 9. Oktober 2021 erzielte er beim 4:0-Sieg im WM-Qualifikationsspiel gegen die Republik Moldau sein erstes Tor für die A-Nationalmannschaft.
Er wurde auch für die WM 2022 in Katar nominiert, hatte dort aber nur einen fünfminütigen Kurzeinsatz bei der 1:2-Niederlage gegen Titelverteidiger Frankreich. Da die Dänen auch gegen Australien verloren und gegen Tunesien im ersten Spiel nur ein torloses Remis erreicht hatten, schieden sie nach der Vorrunde aus.
In der Qualifikation für die EM 2024 wurde er in sechs der zehn Spiele eingesetzt. Die Dänen qualifizierten sich als Gruppensieger für die Endrunde, für die er wieder nominiert wurde.

## Erfolge
- Dänischer Pokalsieger 2018